# Bombardeo de Róterdam
El bombardeo de Róterdam se realizó durante la primera etapa de la Segunda Guerra Mundial, durante la breve batalla de Holanda que, a su vez, formó parte de la batalla de Francia. La terrible destrucción de Róterdam, a una escala hasta entonces no vista, obligó al gobierno a rendirse para evitar que otras ciudades neerlandesas fueran destruidas.

## Preludio
El 10 de mayo de 1940 terminó el período de ausencia de enfrentamientos armados en Europa occidental tras la invasión alemana de Polonia, llamado en francés Drôle de guerre, guerra en broma. Ese día los alemanes se lanzaron contra las fronteras belga y neerlandesa con el objetivo de invadir Francia por el norte. Los alemanes lanzaron una división de paracaidistas sobre La Haya, al mando del general Kurt Student, en un primer intento de allanar el camino a Róterdam. Con la llegada de la 9.ª División Panzer y la  1.ª División Leibstandarte SS Adolf Hitler al mando del general Hans Schmidt, los invasores llegaron al sur de Róterdam.
Schmidt preparó entonces un ataque para el 14 de mayo. Los tanques deberían cruzar el río Mosa a través de dos puentes ya capturados y las SS deberían hacerlo más al norte. El ataque sería precedido por fuego de artillería y también se contaba con el apoyo de 25 bombarderos Stuka.
En la noche del 13 Student se reunió con un oficial de la Luftwaffe para coordinar el ataque aéreo, si bien no existen documentos, alguien decidió cambiar a los bombarderos livianos Stuka, por los pesados He 111.

## El bombardeo

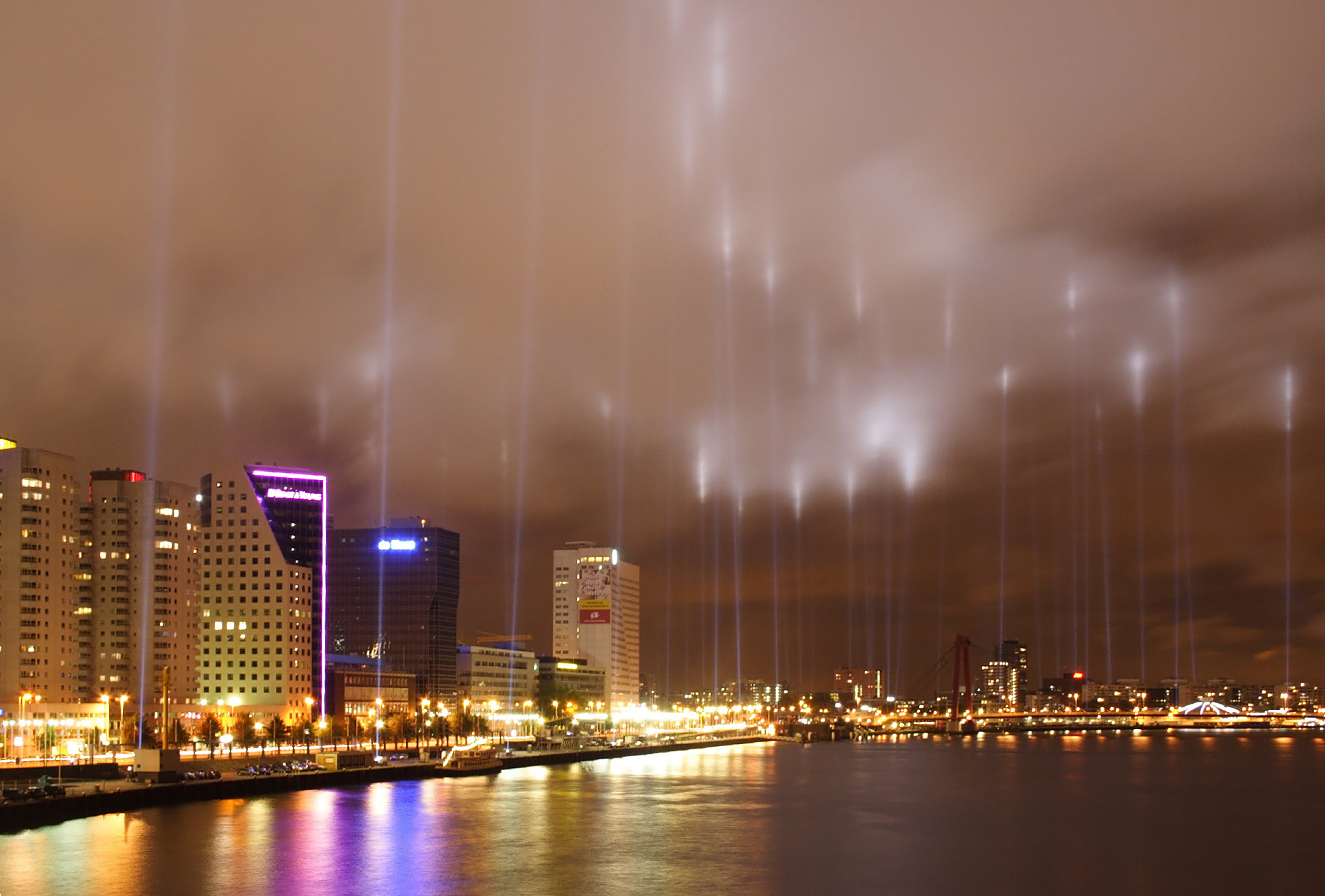
Juego de luces durante la noche del 15 de mayo de 2007, en recuerdo del bombardeo de Róterdam.

El general Schmidt ordenó un atraso del ataque a las 16:20 y solicitó al Jefe de la Guarnición de Róterdam, el coronel Scharroo, iniciar las negociaciones para rendir a la ciudad antes del ataque que inicialmente iba a empezar a las 13:20. Scharroo rehusó negociar y envió a un mensajero a dar la noticia a Schmidt, el mensajero no había llegado todavía cuando se inició el bombardeo a la hora originalmente planificada.
Unos 90 bombarderos arrojaron su mortal carga, de los cuales 57 arrojaron todas sus bombas sobre la ciudad. Se desconoce por qué se ignoró la orden de Schmidt de atrasar el ataque.
Se estima que unas mil personas murieron, otras 70 000 se quedaron sin hogar. Casi 25 000 casas, 2320 tiendas, 775 galpones, 63 escuelas y 24 iglesias fueron destruidas. El antiguo centro historico de la ciudad fue barrido por el fuego.
Inmediatamente, el gobierno neerlandés se rindió para evitar que se bombardearan más ciudades neerlandesas.